# Guildhall (London)

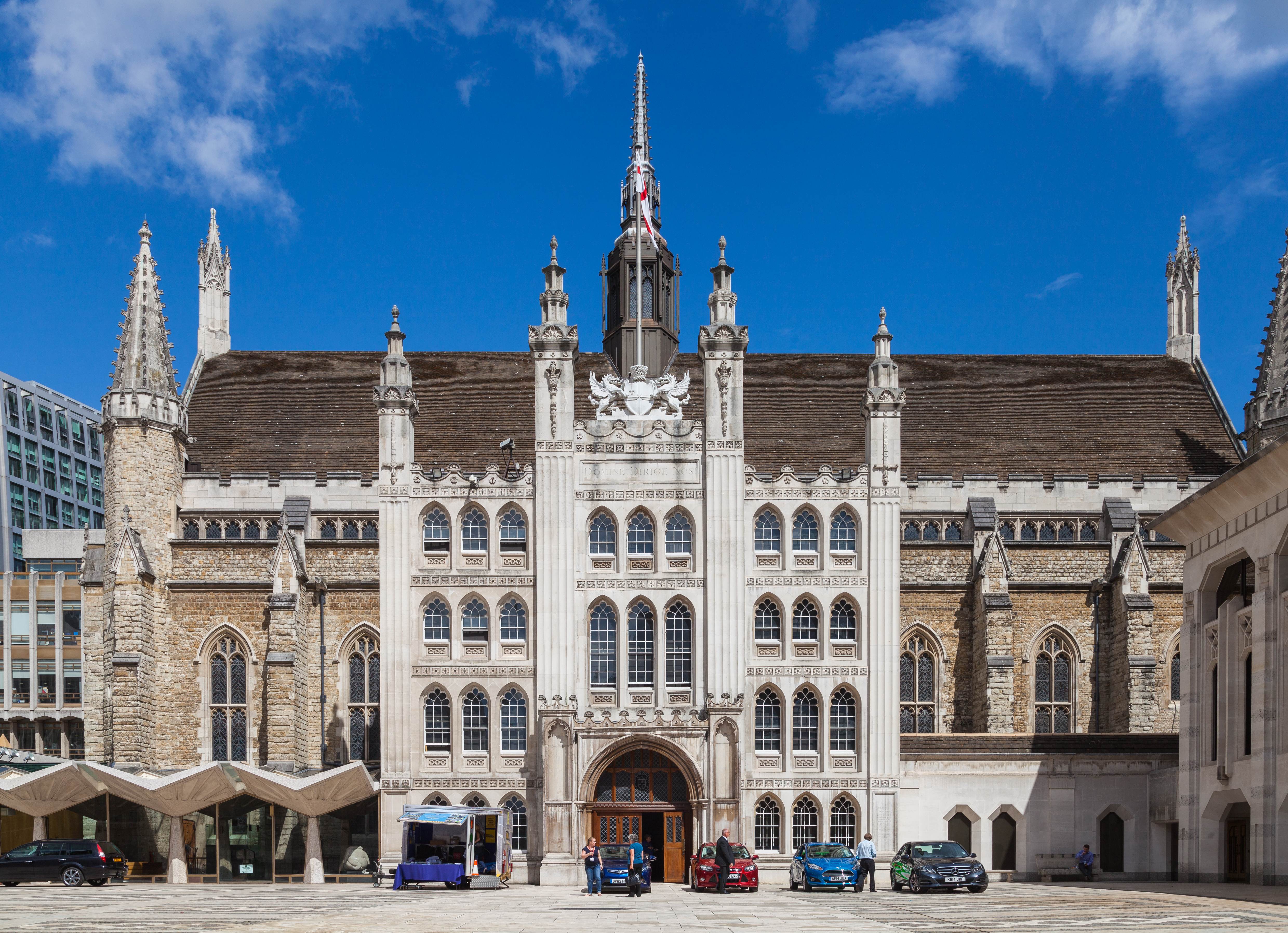
Die Frontfassade des Guildhall 2014

Ratssaal um 1910

Das Guildhall ist ein Gebäudekomplex in der City of London. Es befindet sich an der Basinghall Street und erfüllte einige Jahrhunderte lang die Funktion des Rathauses der City. Gegenwärtig beherbergt es Repräsentationsräume der Verwaltung der City.
Das Guildhall beherbergt das im Jahr 1999 gegründete Museum Guildhall Art Gallery.

## Geschichte
In der Antike befand sich an der Stelle des Guildhall das größte Amphitheater der Provinz Britannien. Einige Gebäudeteile entstammen dem Jahr 1411. Die Gebäude wurden im Großen Brand von London im Jahr 1666 stark beschädigt, die mittelalterlichen Mauern aber blieben erhalten. Im Jahr 1670 wurde der Innenausbau wiederhergestellt.
Viele Räume sowie die charakteristische Frontfassade wurden von George Dance dem Jüngeren zwischen 1772 und 1806 erstellt, wobei nur noch die Frontfassade bis heute erhalten blieb.
Der englische Tischler, Erfinder und autodidaktische Uhrmacher John Harrison konstruierte mit knapp 20 Jahren 1713 seine erste Pendeluhr, die noch heute in den Ausstellungsräumen der Worshipful Company of Clockmakers in Guildhall zu sehen ist. Der Anlass zum Bau der Uhr sowie die Frage, woher er das nötige Wissen erlangte, sind ungeklärt. In den Jahren 1715 und 1717 baute er noch zwei sehr ähnliche Pendeluhren.
Erneute Zerstörungen erfolgten aufgrund der Bombardierungen im Jahr 1940. Der Wiederaufbau erfolgte in den Jahren 1953 bis 1954 nach den Entwürfen des Architekten Giles Gilbert Scott.